# 西海岸大路
西海岸大路（英語：West Coast Highway），是新加坡一條主幹道，將裕廊工業區和金文泰新鎮與市中心連接起來。西海岸大路全長11公里，分為兩個路段，地面路段六線雙程行車，從班丹環道（英語：Pandan Loop）和西海岸路的交匯處開始到巴西班讓路（英語：Pasir Panjang Road）的交匯處，之後便連接5公里長的高架橋路段，轉為雙線雙程行車。該高架橋是新加坡最長的高架橋。

## 外部連結

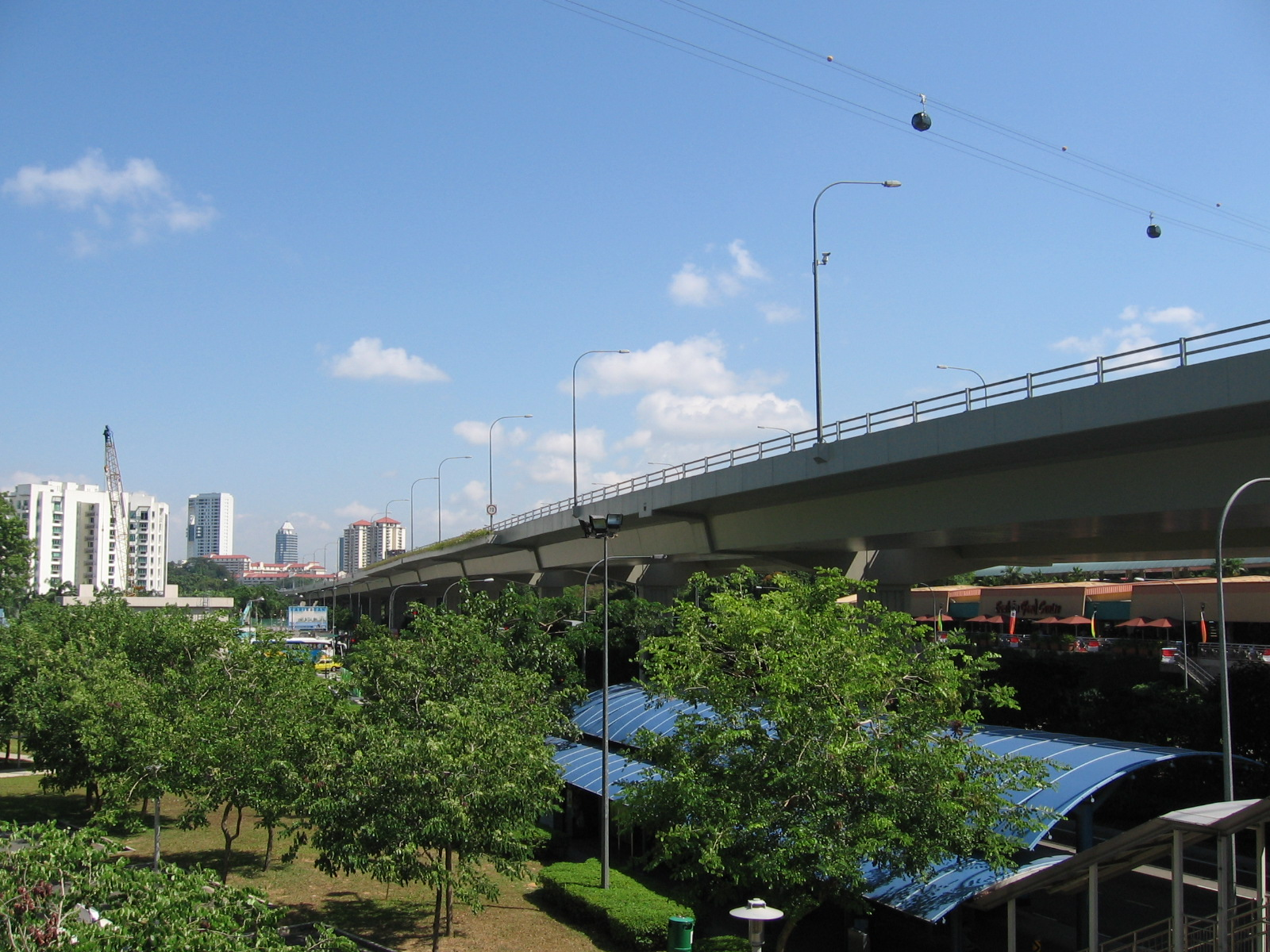
於港灣中心 (新加坡)附近的高架橋

- Text of speech given by Yeo Cheow Tong at the opening ceremony of the West Coast Highway extension[永久]